# 寛城子事件

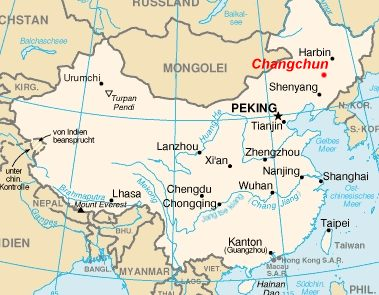
寛城子の属した長春市（赤太字Changchun、現在の国境線に基づく地図）

寛城子事件（かんじょうしじけん）は1919年7月19日に満洲寛城子（長春内の行政区分）で発生した日本人暴行事件に端を発した日中両軍の衝突事件。長春事件とも呼称された。

## 背景

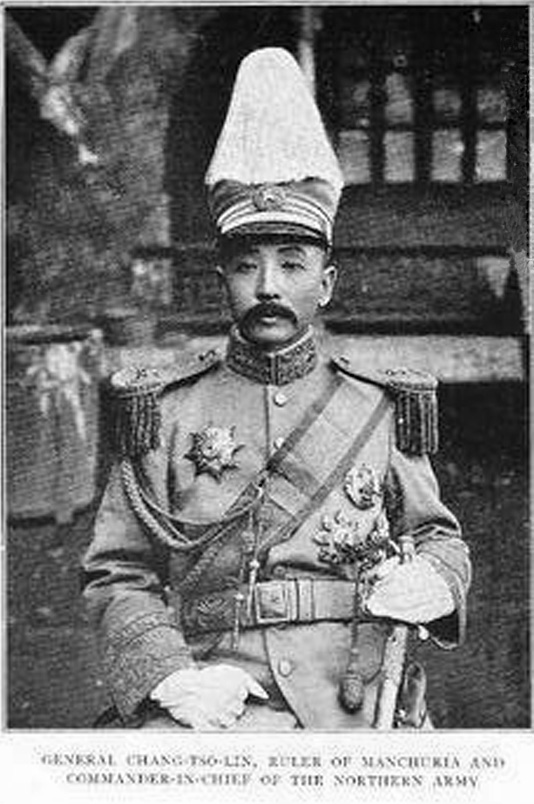
張作霖

北清事変（義和団の乱）による北京条約によって欧米諸国、日本は邦人保護のために中国に軍を駐留させていた。1916年8月13日には中国軍によって駐留日本陸軍将兵、警察官17名が死傷させられる鄭家屯事件が引き起こされていた。寛城子事件勃発時における満州では張作霖（奉天軍閥）、孟恩遠などが権勢を誇り、中央と連携を図っていた張作霖が老齢の孟恩遠を圧倒しつつあったが、張作霖に屈するのを潔しとしない部下の働きかけなどにより孟恩遠は反抗運動を起こし、吉林省民たちもまた張作霖の専横に憤慨し中央の命令には従わない状況であった。このため、孟恩遠は吉林省独立を宣言したが、張作霖は中央政府の命として討伐の声明を発したため、吉林軍は寛城子附近を中心として兵力を集中させていた。これらの動きもとで駐留日本軍は両勢力に対して好意的な忠告を何度か試みていたが、両勢力からはそれぞれ自己に好意的であるとみなされていた。一方、満洲在留邦人は孟恩遠、張作霖間の確執に対して孟に善く張に悪しい感情をもっており、ことに張作霖が功を急ぐあまりに行う悪辣な手段が暴露されて行くにともない、孟恩遠への同情が集まって行っていた。
このような最中、中国軍によって盛んに馬車の徴発が行われ、在留邦人の営業にも影響が出ていた。7月17日に日本側は中国に鉄道付属地域内においては徴発を行わないよう申し入れたところ、東清鉄道東路司令官旅長高俊峯は絶対に行わないよう約束したが、事件前日となる7月18日には中国兵は邦人に対して徴発を行い、これを阻止しようとした警察官を暴行し負傷させた。被害にあった栗坪主一巡査は日本附属地域内東五条街で馬車の徴発を取り締まっていたところ中国兵4名から投石の上、集団暴行を加えられ、頭部を刀で3ヶ所に渡り切り付けられた。しかしながら、寛城子における日中両軍は将校が互いに往来し合う円満な関係であり、邦人警察官への暴行が行われた日も住田米次郎中尉は中国軍の幕営にて饗応されていた。

### 張作霖による謀略説
張作霖が吉林（孟恩遠）に対する日本の感情を激発しようと、栄順中将を密偵として長春に派遣し、吉林軍を買収して日本軍を射撃せしめたとする謀略説が相当な根拠あるものとして噂されていた。さらに、張作霖の魔の手が事件を引き起こした軍に伸びていたのではないか、南方派による指嗾によるものではないかとの噂がなされていた。日本軍、中国軍いずれにおいても日本の吉林側への反感を煽るために張作霖がことを構えたとの疑惑がもたれたがその証拠は発見することができなかった。なお、中国側の調査結果では在留邦人へ暴行を加えた兵隊および最初に発砲した兵隊は奉天からの間者ではなかろうかとされた。

## 事件概要
1919年7月19日午前11時半、寛城子を通行中の南満州鉄道長春駅駅夫船津藤太郎が中国兵に故なく頭部を殴打され昏倒させられた。これに遭遇した邦人から駐留部隊に報告されたことを受けて、駐屯歩兵第53連隊第1大隊副官住田米次郎中尉が下士官兵数名を従えて、中国軍混成第三旅第二団 屯営に談判に赴き、松岡大尉の到着をもって中国軍在陣の営長と談判を行っていたところ、第二営の兵士等が事件を起こしたのではないかとされ第二営長に調査することを依頼し、第二営長が直に調査することを約したところ、孟奎魁団長（孟恩遠の甥）が帰営するとの報告があり、休憩のために営長が日本軍将校を天幕内に招き入れようとしたところ銃撃が始まった。営長は銃撃を止めさせようとしたが銃撃は激烈になり、日中将校は四散した。また、屯営付近に警備のために控えていた30名の日本軍将兵に対しても銃撃が加えられ突然の銃撃に死傷者が続出した。このため、駐留日本軍は、応援部隊を送り中国軍との間に戦闘が開始された。しかしながら日本守備隊約50名と中国兵約1,500名との間に行われたものであったため衆寡敵せざることとなった。
事件により日本側に陸軍将兵以下17名、警察官1名の戦死者、将兵17名、民間人1名の負傷者が出たが、中国軍は日本側に比べて軽微な損害であった。
事件当時、在長春日本領事館に来訪中であった高俊峯旅長等は事件の一報を受けて、日本領事館員等とともに自動車で現地に急行し、中国軍に対して射撃を中止せしめた。その後、遺体収容中に再び射撃が始まると高俊峯旅長は絶対射撃中止命令を出して止めさせ、遺体収容できるよう中国軍を撤退させた。20時には寛城子守備隊兵営にて、高士儐師長、高俊峯旅長、斉藤大佐、森田領事、林守備隊長、橋本警視等によって検死が行われ、中国軍幕営付近で殺害された日本側の犠牲者は眼球をえぐり出され、耳を削がれ、顔面を切り刻まれるなどして惨殺されたことが確認された。

## 事件影響と日中関係

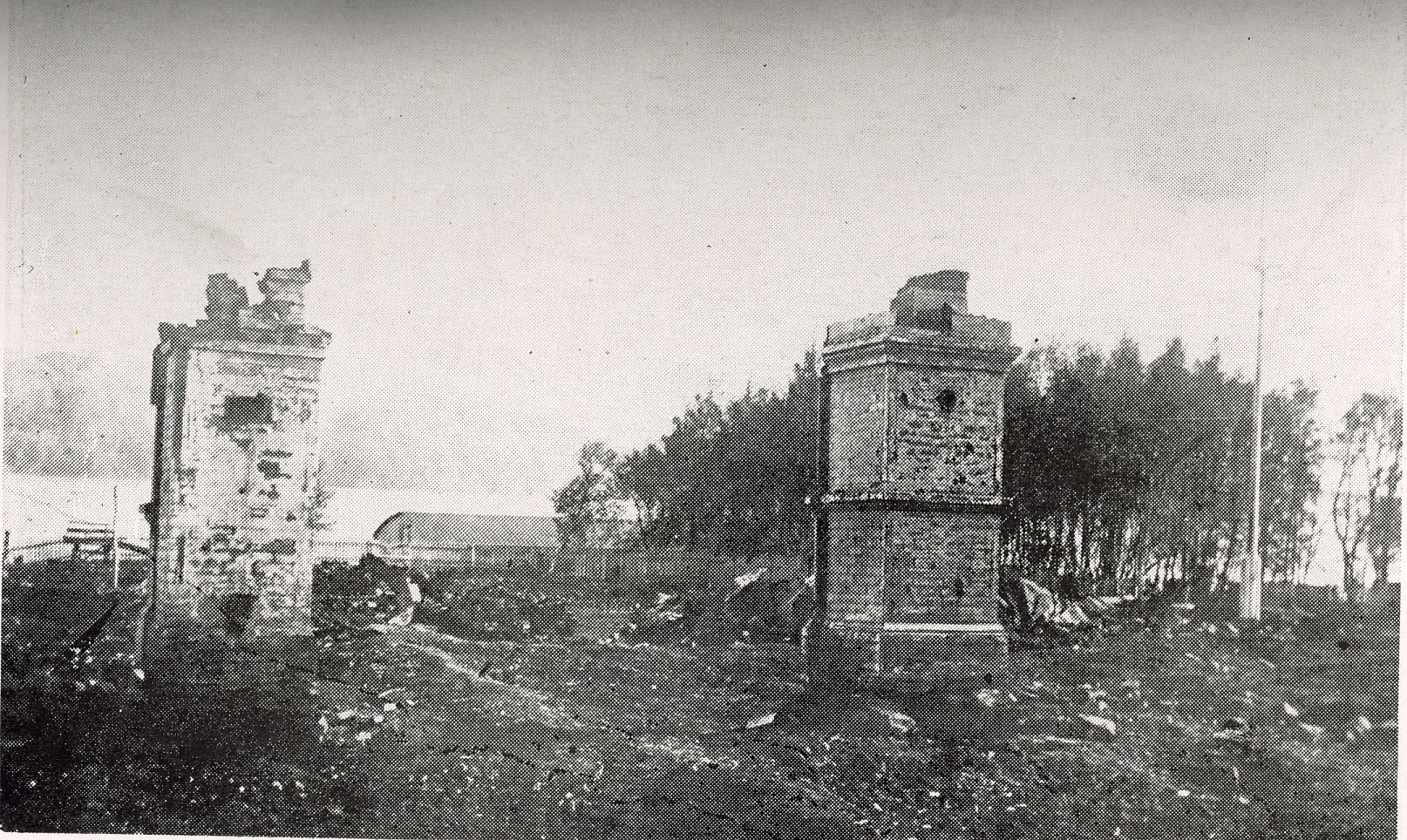
尼港事件で焼け落ちた日本領事館

寛城子事件の勃発により鄭家屯事件に続き中国兵が日本兵に勝ったとする見解が中国人を支配するようになれば、弱者に対して最も強い中国人気質が破裂して日中国交を阻害することになるとの懸念が生じるようになった。帝国議会においては杉本誠三によって原敬首相に質問主意書が提出され政府の姿勢が追及された。
北京政府は外交次長を日本公使館に派遣し小幡酉吉公使に陳謝の意を表して事の真相を調査の上で解決の方法を約すとした。また、事件の責任者である高俊峯旅長を罷免することとしたが、高俊峯旅長は命に服さず挑戦的な態度を示し馬賊になることなどを示唆するにいたった。
事件翌年の1920年には満州（沿海州）の日本海に面するニコラエフスクで赤軍と中国軍によって駐留日本軍が殲滅されると、領事一家以下在留邦人300名以上が惨殺され、ニコラエフスク住民6,000名余りが虐殺される尼港事件が引き起こされた。
1928年には張作霖が爆殺されるなどし、1932年には関東軍の助けを借りた宣統帝によって満州帝国が建国されることとなる。

## 事件殉職者
森田寛蔵在長春領事1919年7月20日付報告より
| - 歩兵中尉 住田米次郎 - 歩兵中尉 椎原修一 - 歩兵軍曹 森井音吉 - 歩兵軍曹 白馬治三郎 - 歩兵軍曹 和田仙次郎 | - 歩兵上等兵 村井恒治 - 上等看護卒 下出則通 - 歩兵一等卒 出尾栄吉 - 歩兵一等卒 足高奈良造 - 歩兵一等卒 井上俊三 - 歩兵一等卒 池田善吉 - 歩兵一等卒 山本亀太郎 - 歩兵一等卒 前川正一 - 歩兵一等卒 辻本順一 - 歩兵一等卒 吉岡米吉 - 歩兵一等卒 乾一男 - 歩兵一等卒 中尾儀一 - 歩兵一等卒 中島新太郎 | - 巡査 長田 |  |

## 注
中国軍の部隊名称は日本軍・自衛隊と異なり以下がそれぞれに相当する。
- 師:師団
- 旅:旅団
- 団:連隊
- 営:大隊